# Pluto vaktar får
Pluto vaktar får (engelska: Sheep Dog) är en amerikansk animerad kortfilm med Pluto från 1949.

## Handling
En prärievarg försöker lära sin unge hur man fångar ett lamm. Det blir dock ingen lätt uppgift, då ungen inte är så lätt att lära och Pluto som vaktar fåren tänker inte låta ett enda lamm försvinna.

## Om filmen
Prärievargen som förekommer i filmen fanns tidigare med i en annan Pluto-film; Pluto som vallhund från 1945 och återkom även i Pluto som hönsvaktare och Plutos hungriga vargar som båda kom ut 1950.
Filmen hade svensk premiär den 5 mars 1951 och visades på biografen Spegeln i Stockholm.

## Rollista
- Billy Bletcher – prärievargen
- Pinto Colvig – Pluto[8]